# Жанатурмыс (Байзакский район)
Жанатурмы́с (каз. Жаңатұрмыс) — село в Байзакском районе Жамбылской области Казахстана, входит в состав Жанатурмысского сельского округа. Код КАТО — 313641300.

## География
Село расположено в южной части Байзакского района, в 5 километрах к юго-востоку от административного центра села Кокбастау, в 17 километрах к востоку от районного центра села Сарыкемер, и примерно в 25 километрах к востоку от областного центра города Тараз. Ближайшая железнодорожная станция Акчулак — расположена в 6 километрах юго-востоку от села (по дороге — 11,9 км). Соседние населённые пункты: Жибек Жолы в 5 километрах к западу, Кокбастау в 5 километрах к северо-западу, Акчулак в 6 километрах к юго-востоку. ранспортное сообщение осуществляется по автодороге KH-6 с выходом на автодорогу A2. Высота центра населённого пункта — 531 метров над уровнем моря.

## Население
| Численность населения | Численность населения | Численность населения |
| 1989                  | 1999                  | 2009                  |
| --------------------- | --------------------- | --------------------- |
| 411                   | ↘313                  | ↗863                  |